# Schloss La Muette

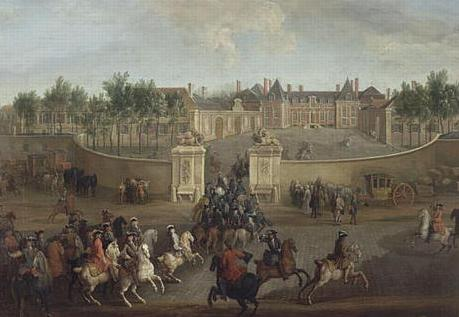
Das historische Schloss La Muette

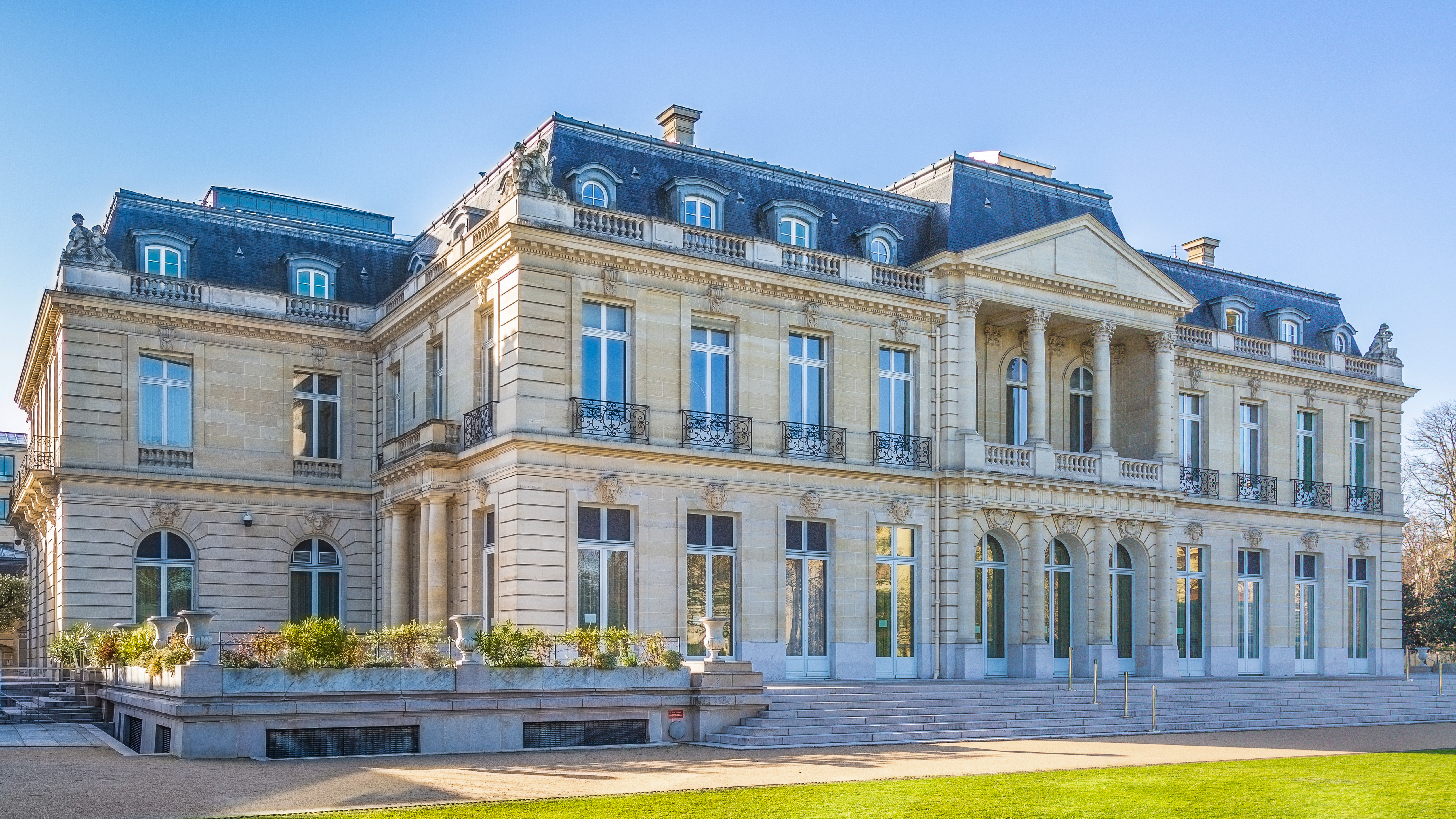
Das heutige Schloss La Muette

Das Schloss La Muette (französisch Château de la Muette) war ein Schloss, das fast zwei Jahrhunderte lang als Residenz des französischen Königshauses diente. Es befand sich bis in die 1850er Jahre inmitten einer ausgedehnten Parklandschaft, die zwischen dem ursprünglichen Pariser Vorort Passy (im Osten) und dem Bois de Boulogne (im Westen) lag. Nach der 1860 erfolgten Eingemeindung von Passy zu Paris erhielt ein ganzes Stadtviertel den Namen Muette. Das Schloss wurde 1920 vollständig abgerissen und 1921/22 an anderer Stelle innerhalb des 16. Arrondissements von Paris neu errichtet. Der Neubau beherbergt seit 1949 den Hauptsitz der OECD bzw. von dessen Rechtsvorgänger OEEC.

## Geschichte

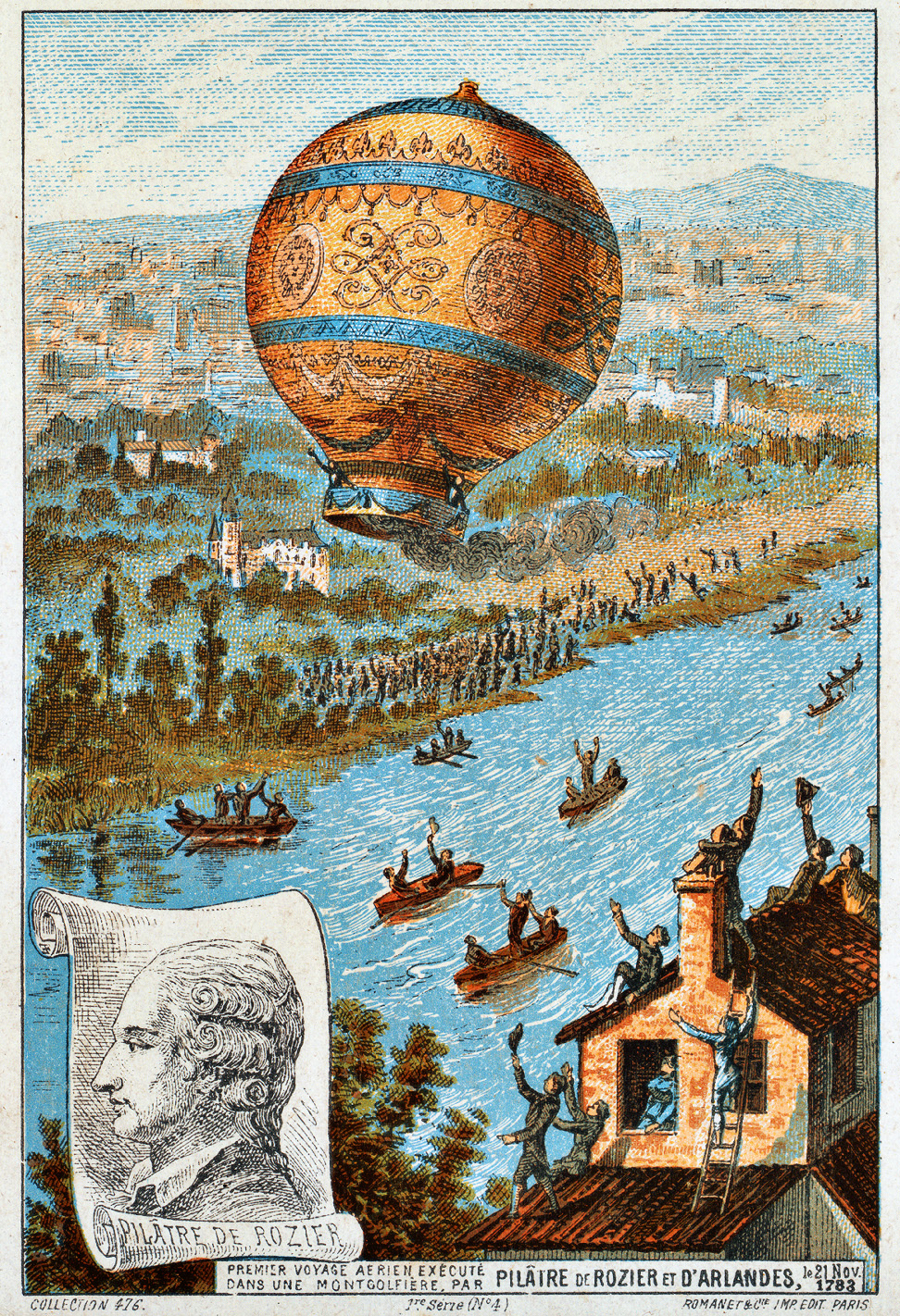
Darstellung zur ersten bemannten Ballonfahrt am 21. November 1783 vom Ende des 19. Jh.

Der Ritterkönig Franz I. ließ in den 1540er Jahren am Rand des Bois de Boulogne eine Jagdhütte erbauen, die den Namen La Meute erhielt. Diese wurde 1572 auf Anordnung von Karl IX. zu einem kleinen Schloss umgebaut. Dieses vermachte er seiner Schwester Margarete von Valois, die durch ihre im selben Jahr vollzogene Heirat mit Heinrich IV. Königin von Frankreich wurde.
Am 21. November 1783 war der Garten des Schlosses der Startplatz für die erste bemannte Ballonfahrt von Rozier und d’Arlandes, die über die Seine hinweg etwa 10 km weit bis zur Butte aux Cailles in der damaligen Gemeinde Gentilly führte.
Aufgrund des zunehmend sanierungsbedürftigen Zustands wurde das Schloss seit 1787 nicht mehr von der königlichen Familie bewohnt. Der Versuch, es an einen privaten Investor zu verkaufen, scheiterte aufgrund des offensichtlich zu hoch angesetzten Kaufpreises. So blieb das Anwesen noch bis zur Enteignung 1792 während der Französischen Revolution im Besitz des Königshauses.
Durch den Bau der Eisenbahnlinie Passy-Auteuil im Jahr 1854 wurde die weiträumige Parkanlage zerstückelt und das Land in kleine Parzellen aufgeteilt, auf denen ein neues Villenviertel entstand.
Um 1920 wurde das verbliebene Landgut von Henri de Rothschild erworben, der 1921/22 ein neues Bauwerk errichten ließ, das ebenfalls die Bezeichnung „Schloss La Muette“ trägt. 1949 wurde das Anwesen an den OECD-Rechtsvorgänger OEEC (Organisation für europäische wirtschaftliche Zusammenarbeit) verkauft, die dort seither ihren Hauptsitz unterhält.